# Bálint Ági
 Bálint Ági (született Bálint Ágnes) modell, manöken. Felkapott fotómodell volt, a kozmetikai cikkektől kezdve az ÁPISZ-ig sok mindent reklámoztak vele. A Csemege üzlet egyik reklámarca is volt.

## Élete
Az általános iskola nyolcadik osztályába járt, amikor már egy BNV-divatbemutatón bakfisruhákat mutatott be. Sokáig volt bakfismanöken, a divattervezők kizárólag rá szabták a tizenéveseknek szóló modelleket.
1971-ben nézőként volt egy divatbemutatón, ahol egy fotós a Magyar Távirati Irodától fotózásra hívta. 1972-ben volt első divatbemutatója. Édesapja modellező-szerkesztő szabász volt a Fővárosi Kézműipari Vállalatnál, ahol Bálint Ági is elkezdett később dolgozni.
Elvégezte a manökenképző tanfolyamot az Állami Artistaképző Intézetben, ahol Jeszenszky Endre koreográfustól tanulta a mozgáskultúrát.
Rendszeresen  utazott, mutatott be ruhákat külföldön is, Magyarországon is. Például az ifjúsági divatbizottság kollekciójával is járta az ifjúsági táborokat.
Látható volt az Expressz Ifjúsági és Diák Utazási Iroda plakátján is, Tóth György Tibor manökennel. Számos fotója jelent meg különböző újságokban, kártyanaptárakon is (például: Ez a Divat, Ország-világ és egyéb kiadványok). Vele reklámoztak mindent, felkapott fotómodell volt, a kozmetikai cikkektől kezdve az ÁPISZ-ig.

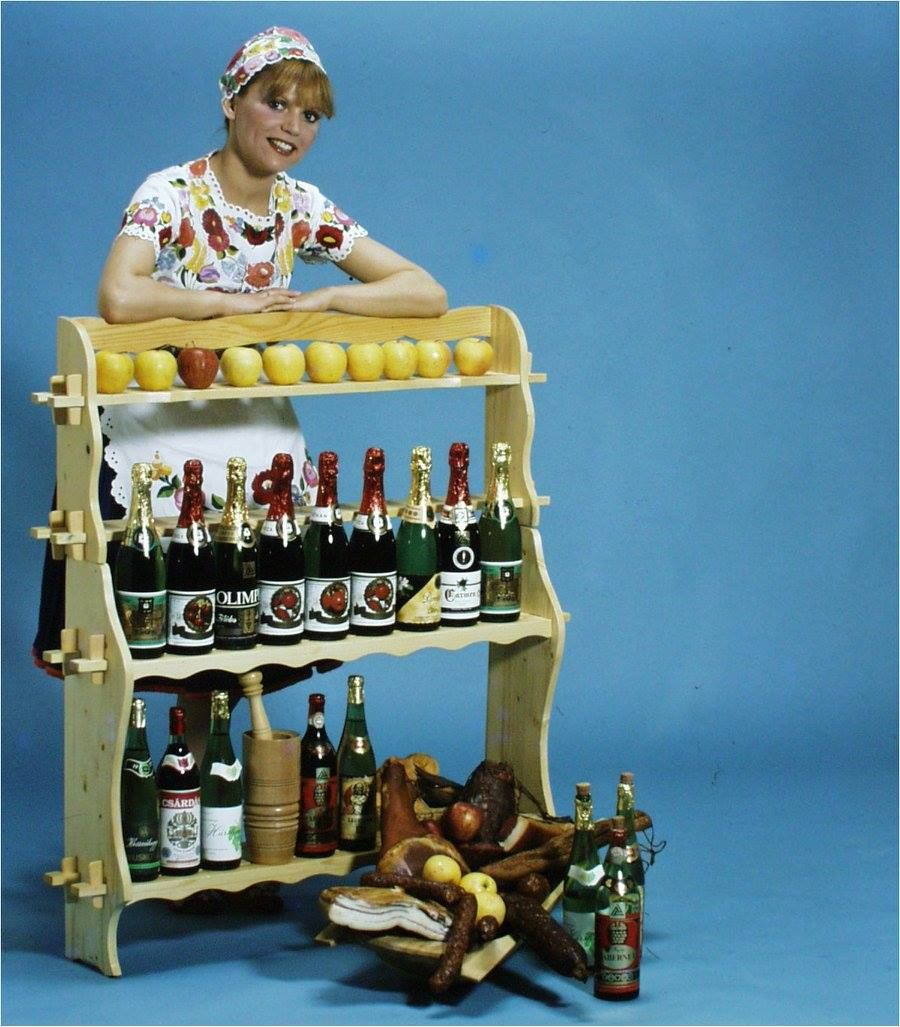
Tulok András fényképén 1980 körül

A Csemege üzlet egyik reklámarca is volt, Csengery Szilvia mellett.
Több évtizedig volt híres manöken.
Fotósai voltak például Tulok András (fotóművész), Lengyel Miklós, Módos Gábor, Tóth József fotóművészek.